# Oxydia noctuitaria
Oxydia noctuitaria är en fjärilsart som beskrevs av Walker 1860. Oxydia noctuitaria ingår i släktet Oxydia och familjen mätare. Inga underarter finns listade i Catalogue of Life.